# Восточная пума
Восточная пума (лат. Puma concolor cougar) — подвид пум из семейства кошачьих. Животное обитало на территории США (штаты Мэн, Мичиган, Иллинойс, Кентукки и Южная Каролина), а также в Канаде (юго-восток Онтарио, юг Квебека, Нью-Брансуик). Крупнейшая кошка Северной Америки, превосходящая в размерах даже североамериканского ягуара.

## Описание
Восточная пума покрыта сплошной коричневой шерстью и достигает массы 25–80 кг. Средняя масса самок — 50 кг, как у ягуара в заповеднике Чамела-Куишмала на тихоокеанском побережье Мексики. 

## Статус
Несколько популяций процветали на западе Соединенных Штатов, Южной Флориде и западной Канаде на момент 2013 года, но когда-то восточная пума встречалась в восточных частях Соединенных Штатов. Считалось, что подвид был искоренён здесь в начале 1900-х годов. Есть свидетельства, что популяция пум в Мексике может расти, и в ближайшие годы их популяция может увеличиться. Некоторые специалисты полагают, что могут существовать небольшие реликтовые популяции (около 50 особей), особенно в Аппалачах и на востоке Канады.
В США официально признана вымершим подвидом, согласно распоряжению, опубликованному в Федеральном регистре ежедневного журнала правительства США. Почти все восточные пумы вымерли к концу XIX века. Их убивали, чтобы сохранить скот. Кроме того, пумы были главным конкурентом людей в охоте на оленей. В последний раз их видели в 1930-х годах в штате Мэн и в провинции Нью-Брансуик на востоке Канады.
Впервые численность пум резко сократилась после того, как на территории Южной и Северной Америки поселились европейцы. Восточную пуму внесли в список животных, которым грозит вымирание, в 1973 году. Признать её вымершим подвидом американские чиновники предложили в 2015 году. Под угрозой исчезновения находится ещё один подвид этих хищников — флоридская пума.